# Função de fluxo

Linhas de fluxo – linhas com um valor constante da função de fluxo – para o fluxo potencial em torno de um cilindro circular incompressível em um fluxo uniforme.

A função de fluxo é definida por fluxos incompressíveis (livres de divergência) em duas dimensões – bem como em três dimensões com axissimetria.  Os componentes da velocidade de fluxo pode ser expresso como as derivadas da função de fluxo escalar.  A função de fluxo pode ser usado para traçar linhas de fluxo, as quais representam as trajetórias de partículas em um fluxo constante.  A função de fluxo de Lagrange bidimensional foi introduzida por Joseph Louis Lagrange em 1781.  A função de fluxo de Stokes é adequada ao fluxo tridimensional axissimétrico e recebeu o nome devido a George Gabriel Stokes.
Considerando o caso particular da dinâmica dos fluidos, a diferença entre os valores da função de fluxo em quaisquer dois pontos dá a vazão volumétrica (ou fluxo volumétrico) através de uma linha que conecta os dois pontos.
Como as linhas de corrente são tangentes ao vetor velocidade do fluxo, o valor da função de corrente deve ser constante ao longo de uma linha de corrente. A utilidade da função de fluxo reside no fato de que os componentes da velocidade do fluxo nas direções x e y em um determinado ponto são dados pelas derivadas parciais da função de fluxo nesse ponto.
Para um fluxo potencial bidimensional, as linhas de corrente são perpendiculares às linhas equipotenciais.  Tomada em conjunto com o potencial de velocidade, a função de fluxo pode ser usada para derivar um potencial complexo.  Em outras palavras, a função de fluxo é responsável pela parte solenoidal de uma decomposição de Helmholtz bidimensional, enquanto o potencial de velocidade é responsável pela parte irrotacional.